# Śródmieście (Wrocław)
Śródmieście is een stadsdeel van Wrocław. Het is gelegen in het midden van de stad, aan de oever van de Oder. Het stadsdeel telde anno 2008 in totaal 121.663 inwoners. Sinds 8 maart 1990 heeft het geen eigen bestuursrecht meer.

## Bezienswaardigheden
- Ostrów Tumski, (Nederlands: Kathedraal Eiland).
- Most Tumski, een oude brug over de Oder.

## Wijken
- Bartoszowice
- Biskupin
- Dąbie
- Nadodrze

- Ołbin
- Plac Grunwaldzki
- Sępolno

- Szczytniki
- Zacisze
- Zalesie

Fabryczna · Krzyki · Psie Pole · Stare Miasto · Śródmieście